# Rafael Hernández Pardo
Rafael Hernández Pardo (Anolaima, 14 de diciembre de 1912-4 de marzo de 1985) fue un militar y político colombiano. llegó a ser General del Ejército Nacional de Colombia. Ocupó diversos cargos como ministro de Guerra, gobernador de Magdalena y Norte de Santander, además de ser embajador de Colombia en Argentina, Portugal y Dinamarca.

## Biografía
Nació en Anapoima (Cundinamarca), el 14 de diciembre de 1912, hijo de Eloísa Pardo y Antonio Hernández.
Egresado de la Escuela Militar, participó en la guerra colombo-peruana entre 1932 y 1933, en el combate de Tarapacá. Ascendido a teniente y Capitán, ejecutivo y comandante de batería en la Escuela de Artillería, opera como marino en uno de los cañoneros y es designado alcalde de Cucutilla (Norte de Santander) y de Angostura (Antioquia). Realiza estudios de Ingeniería Civil en la Universidad Nacional, inicia su amistad con el expresidente Virgilio Barco. Entra a la Escuela Superior de Guerra. Es nombrado Secretario General del Ministerio de Guerra. En ese cargo presentó ante el Congreso de la República la primera Ley de prestaciones sociales para las Fuerzas Militares.
Ocupa en Norte de Santander varias de las Secretarías y finalmente se encarga de la Gobernación. Nombra a su amigo Virgilio Barco como secretario de Obras y de Gobierno. Designado subdirector de la Escuela Militar. Comanda el Batallón Tenerife en Neiva y sale como agregado militar para la Argentina. Retorna a Colombia y es designado comandante de Brigada en Florencia (Caquetá), después recibe la Dirección de Prisiones. 
En la presidencia de Gustavo Rojas Pinilla, en 1954 fue nombrado Gobernador del Magdalena. Durante su gestión Santa Marta fue la primera ciudad de Colombia con luz de mercurio, se construyeron carreteras, acueductos y se urbanizo El Rodadero, entre otras obras.
En el gobierno de la Junta Militar, enviado como embajador a Argentina. Fue nombrado ministro de Guerra en el gobierno de Alberto Lleras Camargo en 1958,bajo su mandato se realiza la construcción del Hospital Militar, de la sede del Ministerio de Defensa, el Club de Suboficiales, cuarteles e instalaciones de Brigadas y Batallones. Lleras le solicita seguir en el cargo como General retirado mientras termina su período. En el gobierno de Guillermo León Valencia asume la embajada en Portugal en 1962.
Funda la Defensa Civil de Colombia, organizando las Juntas de Defensa Civil. Nombrado Director del Instituto Neurológico, y posteriormente como embajador en Dinamarca. 
No aceptó los ofrecimientos del presidente Alfonso López para ser Gobernador de Magdalena, en 1974 ni tampoco una curul para encabezar la candidatura al Senado de la República por el mismo departamento. 
Falleció el 4 de marzo de 1985.

## Homenajes
Llevan su nombre un estadio de beisbol, una avenida en Santa Marta, instalaciones militares entre otros lugares.